# Dragana Stanković
Dragana Stanković  (nacida el 18 de enero de 1995 en Ljubovija, Serbia) es una jugadora de baloncesto Serbia. Con 1.93 metros de estatura, juega en la posición de pívot.